# Zlynka
Zlynka (en russe : Злынка) est une ville de l'oblast de Briansk en Russie, et le centre administratif du raïon de Zlynka. Sa population s'élève à 5 340 habitants en 2020.

## Géographie
Zlynka est arrosée par la rivière Zlynka et se trouve à 203 km au sud-ouest de Briansk, près de la frontière biélorusse, et à 534 km au sud-ouest de Moscou.

## Histoire
L'origine de Zlynka remonte à la fondation d'une village de vieux croyants, en 1702, sur la rivière Zlynka. Au cours de la seconde moitié du XIXe siècle, Zlynka devient un important centre de production d'allumettes. Elle a le statut de ville depuis 1925.
Pendant la Seconde Guerre mondiale, Zlynka fut occupée par l'Allemagne nazie du 25 août 1941 au 26 septembre 1943. En septembre 1941, 27 Juifs sont assassinés par les Allemands. En octobre 1941 les nazis enferment les Juifs de la ville dans un ghetto pendant quelques mois. En février 1942, environ 190-200 Juifs sont exécutés par des policiers locaux dans la forêt qui borde le village. Le front central de l'Armée rouge libère le village au cours de l'opération Tchernigov-Pripiat.

## Population
Recensements ou estimations de la population
| 1866  | 1897* | 1917  | 1926* | 1939* | 1959* | 1970* |
| ----- | ----- | ----- | ----- | ----- | ----- | ----- |
| 4 000 | 5 300 | 7 600 | 6 448 | 8 800 | 6 003 | 6 106 |

| 1979* | 1989* | 2002* | 2010* | 2013  | 2014  | 2015  |
| ----- | ----- | ----- | ----- | ----- | ----- | ----- |
| 5 904 | 5 586 | 5 372 | 5 507 | 5 477 | 5 490 | 5 526 |

| 2016  | 2017  | 2018  | 2019  | 2020  | - | - |
| ----- | ----- | ----- | ----- | ----- | - | - |
| 5 547 | 5 460 | 5 369 | 5 335 | 5 340 | - | - |

## Économie
L'exploitation forestière, la production d'allumettes et de meubles sont les principales activités de Zlynka.